# Campbellaalscholver
De campbellaalscholver (Leucocarbo campbelli, synoniem: Phalacrocorax campbelli) is een vogel uit de familie Phalacrocoracidae (Aalscholvers). De wetenschappelijke naam van de soort werd als  Urile campbelli in 1878 gepubliceerd door de Franse dierkundige Henri Filhol. Het is een vogelsoort  die alleen voorkomt op Campbell-eiland.

## Kenmerken
De vogel is 63 cm lang, het is een middelgrote zwarte en wit gekleurde aalscholver De kop, nek, rug, stuit en bovenstaartdekveren zijn zwart met een blauwe, metaalachtige glans. De kin, buik en borst zijn wit. De poten zijn roze. Witte vlekken op de vleugels zien er in zit uit als vleugelstrepen.

## Verspreiding en leefgebied
Deze soort is endemisch op Campbell-eiland. De vogel broedt in kolonies van ongeveer 150 paar vogels, die liggen op moeilijk toegankelijke plekken langs de kust of op nabijgelegen rotseilandjes. De vogels foerageren op zee in een straal van tien kilometer rondom het eiland.

## Status
De campbellaalscholver heeft een beperkt verspreidingsgebied en daardoor is de kans op uitsterven aanwezig. De grootte van de populatie werd in 1975 door BirdLife International geschat op acht duizend volwassen individuen. De populatie-aantallen zijn waarschijnlijk stabiel sinds het eiland onbewoond is; de schapen, verwilderde katten en de ratten zijn verwijderd. Toch kunnen onverwachte gebeurtenissen de populatie-aantallen plotseling omlaag brengen. Om deze redenen staat deze soort als kwetsbaar op de Rode Lijst van de IUCN.